# Pyrgos-Stil

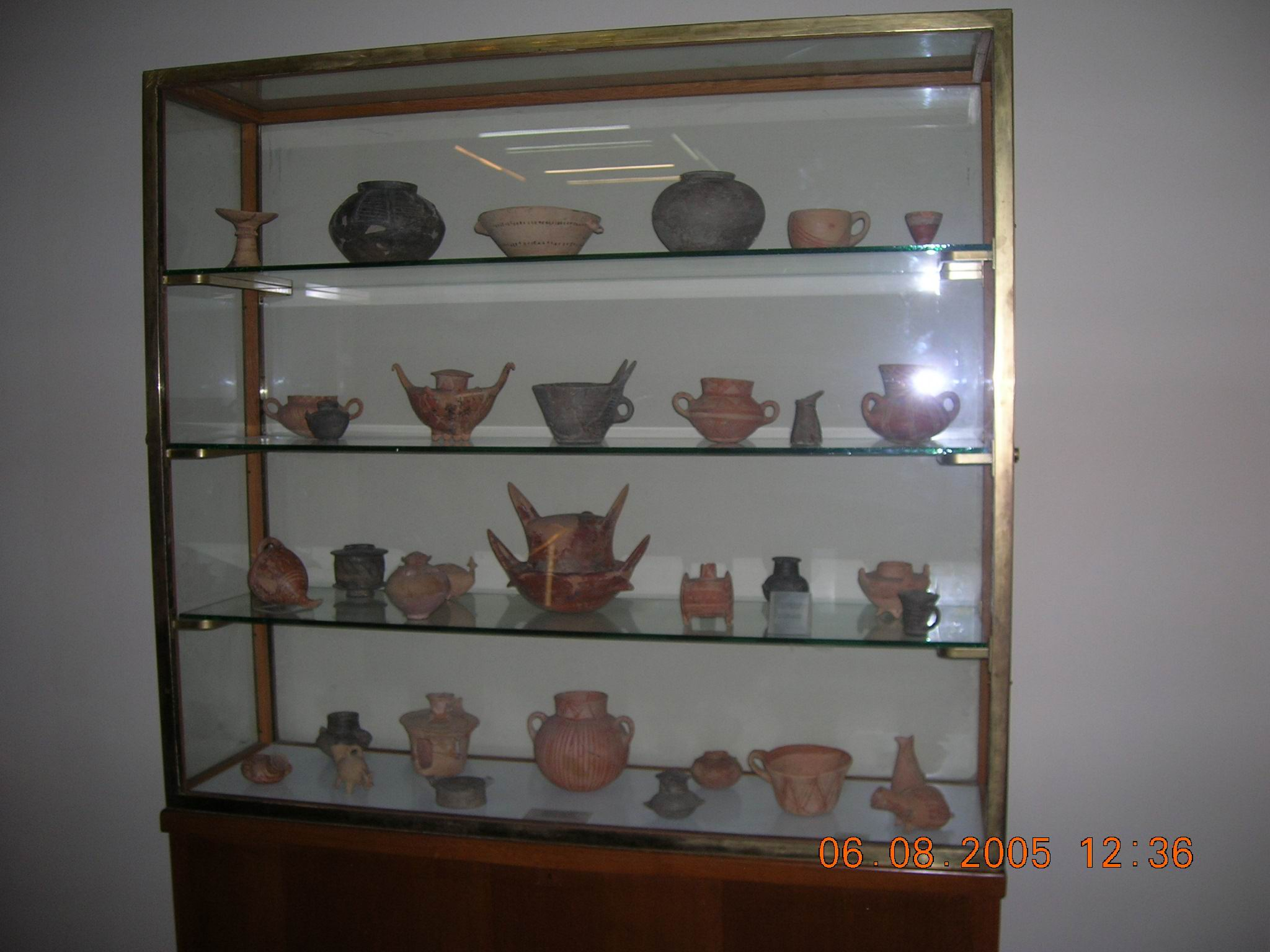
Keramik im Agios-Onouphrios und Pyrgos-Stil, Archäologisches Museum in Iraklio.

Als Pyrgos-Stil bezeichnet man einen Keramikstil der frühen Vorpalastzeit (um 3500 v. Chr. bis 2800 v. Chr.). Merkmale dieses Stils sind die graue oder schwarze glänzende Oberfläche.
Die Bezeichnung des Stils wurde nach dem Ort gewählt, an dem die ersten zugehörigen Stücke gefunden wurden. Dabei handelte es sich um den minoischen Ausgrabungsort Pyrgos in der Nähe von Myrtos auf Kreta.